# Палинкаш, Йожеф (физик)
Йожеф Палинкаш (венг. Pálinkás József; Галвач, Венгрия, 18 сентября 1952 года) — венгерский физик-ядерщик и политик, занимавший пост министра образования с 2001 по 2002 года. Он был президентом Венгерской академии наук в период с 2008 по 2014 года.

## Биография

### Научная деятельность
Йожеф обучался физике в Университете Аттилы Йожефа в Сегеде и окончил его в 1977 году. После окончания университета он стал научным сотрудником Дебреценского института ядерных исследований Венгерской академии наук. В 1981 году он получил докторскую степень в Университете наук Лайоша Кошута в Дебрецене. С 1983 по 1985 год он был приглашённым исследователем в Техасском университете A&M, а с 1988 по 1989 год — в Институте Манне Сигбана в Стокгольме. Он также работал научным сотрудником в Институте Циклотрона в Техасе и аспирантом в Институте ядерной физики Венгерской академии наук.
Он был директором ATOMKI в период с 1991 по 1996 год. В 1995 году он получил должность профессора и заведующего кафедрой физики в Университете имени Лайоша Кошута в Дебрецене. В 1992 году он стал почетным профессором Института физики Университета имени Лайоша Кошута. В 1994 году он был назначен профессором, а затем заведующим кафедрой экспериментальной физики университета. 
В 1995 году он был избран членом-корреспондентом Венгерской академии наук, а в 2004 году — действительным членом. В 2005 году он стал директором Института физики в Университете Дебрецена. В период с 2007 по 2008 года он занимал пост президента Центра искусств, гуманитарных и естественных наук.
Основная область его исследований — физика атомных столкновений . В начале своей научной карьеры он занимался экспериментальными исследованиями ионизации внутренних оболочек при электронной бомбардировке, а затем исследовал асимметрию распределения электронов в конечных состояниях, образующихся при столкновении L-подоболочки атомов золота с лёгкими ионными снарядами. Его исследования охватывали проблему асимметрии так называемых вакансий (щелей) внутренних оболочек, создаваемых электронным захватом. 
Он добился значительных результатов в области столкновений благородных газов, прежде всего в процессах одновременной ионизации и перезарядки неона и столкновений протонов с гелием. Он также занимался экспериментальным исследованием явлений электронного захвата, возникающих в результате электрон-электронного рассеяния при столкновениях протонов с гелием.

### Политическая карьера
В 1991 году он вступил в Венгерский демократический форум, а после раскола партии в 1996 году стал одним из основателей Венгерской демократической народной партии. В 1998 году он покинул партию, а год спустя присоединился к «Фидес». В 2003 году после реорганизации партии он был избран председателем культурной секции, в работе которой приняли участие деятелей искусства, науки и спорта (например, режиссер-мультипликатор Марцель Янкович или олимпийский чемпион Дежё Дьярмати).
С 1998 по 2001 года он занимал должность государственного секретаря по образованию в первом правительстве Виктора Орбана, а после отставки Золтана Покорни с 2001 по 2002 год — министра образования.
На парламентских выборах 2006 года он вошел в парламент, получив мандат по региональному списку партии «Фидес» в округе Хайду-Бихар. Он был членом Комитета по образованию и науке. 
В период с 2008 по 2014 год Палинкаш был президентом Венгерской академии наук и Всемирного научного форума. После избрания президентом Венгерской академии наук он сложил с себя полномочия, ушёл с поста президента Культурной секции партии «Фидес» и вышел из партии.
После этого Йожеф занимал должность правительственного комиссара, ответственного за создание Национального управления по исследованиям, разработкам и инновациям в период с 12 июня по 31 декабря 2014 года. Затем он стал президентом Национального управления по исследованиям, разработкам и инновациям, занимая эту должность с 1 января 2015 года по 30 июня 2018 года.
Хотя он ранее принадлежал к правящей партии, Палинкаш в итоге перешёл в оппозицию и 15 октября 2020 года объявил о создании новой партии под названием «Народная партия нового мира», председателем которой он стал. Партия участвовала в праймериз венгерской оппозици в 2021 году, на которых Йожеф Палинкаш баллотировался индивидуально в одномандатном избирательном округе в медье Хайду-Бихар. 

## Публикации
- Experimental Investigation of the Angular Distribution of Characteristic X-Radiation Following Electron Impact Ionisation (соавтор, 1979)
  - L3-Subshell Alignment in Gold Following Low-Velocity Proton and He+ Impact Ionisation (соавтор, 1980)
  - L3-Subshell Alignment of Gold by C+ and N+ Impact Ionisation (соавтор, 1982)
  - Alignment of He- and H-Like P-States of 48-MeV Foil-Excited Mg Ions (соавтор, 1985)
  - Observation of the Electron Capture into the Continuum States of Neutral Projectiles (соавтор, 1989)
  - Egzotikus elektronbefogási folyamatok (1996)
  - Status of CMS and B-physics with CMS (соавтор, 2000)
  - The CMS Experiment at the CERN LHC (соавтор, 2008)[3]